# Правда (Саратовская область)
Правда — посёлок в Ртищевском районе Саратовской области России. Входит в состав Октябрьского муниципального образования.

## География
Находится в северо-западной части Саратовского Правобережья, в пределах Окско-Донской равнины, в лесостепной зоне, вблизи федеральной автотрассы А-298, на расстоянии примерно 15 километров (по прямой) на северо-восток от районного центра — города Ртищево. В черту посёлка фактически входит пристанционный посёлок Байка, с юго-востока в полукилометре находится деревня Ольховка.

### Климат
Климат характеризуется как умеренно континентальный с холодной малоснежной зимой и сухим жарким летом. Среднегодовая температура воздуха — 4,4 °C. Средняя многолетняя температура самого холодного месяца (января) составляет −11,7 °С (абсолютный минимум — −43 °С), температура самого тёплого (июля) — 20 — 22 °С (абсолютный максимум — 40 °С). Средняя продолжительность безморозного периода 145—155 дней. Среднегодовое количество атмосферных осадков — 550 мм, из которых 225—325 мм выпадает в период с апреля по октябрь. Снежный покров держится в среднем 130—135 дней в году.

## Топоним
Название восходит к названию организации — совхоз имени газеты «Правда».

## История
В 1929 году организован совхоз имени газеты «Правда». В 1955 году совхоз был реорганизован в 4-е отделение совхоза «Темп», и снова возник уже в 1983 году.

## Население
| 2002 | 2010 |
| ---- | ---- |
| 521  | ↘458 |

### Национальный состав
Согласно результатам переписи 2002 года, в национальной структуре населения русские составляли 94 % из 521 чел..

## Инфраструктура
Было развито коллективное сельское хозяйство. 

## Транспорт
Доступен автомобильным и железнодорожным транспортом. В пешей доступности железнодорожная станция Байка Мичуринского региона Юго-Восточной железной дороги.